# Nicola Barbato
Nicola Barbato (Kola Birbati in albanese; Piana degli Albanesi, 1856 – Milano, 23 maggio 1923) è stato un politico e medico italiano di etnia arbëreshe (storica minoranza albanese d'Italia).
Militante socialista, operò nell'area della provincia di Palermo, ed in particolare a Piana degli Albanesi e nei comuni limitrofi all'educazione delle classi lavoratrici ed alla conduzione del movimento contadino. Tra i fondatori e dirigente del movimento dei Fasci Siciliani dei Lavoratori, movimento politico-sindacale d’ispirazione socialista che cercò di migliorare le misere condizioni dei lavoratori della sua gente e in generale dei siciliani avviando dei processi di trasformazione nei rapporti di produzione. Fu tra le massime figure del socialismo siciliano del secondo Ottocento e i primi del Novecento. 
Di lui restano numerosi scritti di carattere politico e un cospicuo numero di articoli pubblicati dai giornali socialisti e democratici dell’epoca, come l’Avanti, la Tribuna e la Rivista Popolare. Sulla pietra da cui teneva i comizi a Portella della Ginestra è inciso il suo nome, mentre il museo civico di Piana degli Albanesi gli è stato intitolato.

## Biografia
Nicola Barbato nacque il 5 ottobre 1856, alle ore dodici, a Piana degli Albanesi (allora conosciuta come Piana dei Greci) da Papàs Giuseppe e Antonina Mandalà.
Fece gli studi presso il Seminario Italo-Albanese di Palermo. Laureatosi in medicina, la professione gli consentì di trovarsi vicino ai contadini e ai braccianti della sua comunità, e di conoscerne i problemi e di fare una scelta politica di classe.
Organizzò i Fasci siciliani dei lavoratori con Giuseppe de Felice Giuffrida. Nel maggio 1893 partecipò a Palermo al Congresso dei Fasci siciliani in cui fu eletto componente del Comitato centrale per la provincia di Palermo (assieme a Bernardino Verro e Rosario Garibaldi Bosco).
Eletto deputato nazionale in tre legislature, carica dalla quale si dimise quando la vita parlamentare era ridotta per lui a un palliativo per l'esautoramento delle forze conservatrici istradate verso il fascismo.
Fu animatore del potente Fascio di Piana degli Albanesi che contava 2.500 soci su 9.000 abitanti, di cui oltre mille erano donne, definito da Adolfo Rossi, giornalista de La Tribuna di Roma: 
Arrestato, al pari di centinaia di altri aderenti al movimento dei Fasci siciliani, sotto il Governo Crispi, anch'egli italo-albanese, fu processato da un tribunale militare di fronte al quale, il 26 aprile 1894 tenne un memorabile discorso di autodifesa:
(di fronte al Tribunale Militare di Palermo)
Nonostante le proteste in tutta Italia ed anche all'estero per le pesanti condanne inflitte, Barbato e gli altri ritrovarono la libertà solo nel 16 marzo 1896, a seguito dell'amnistia proclamata dal Governo Rudinì subentrato a quello di Francesco Crispi dopo la disfatta di Adua.
La ripresa della sua attività politica gli causò comunque ulteriori problemi con le autorità di Polizia (che lo indicavano come incitatore all'odio di classe) e con il locale capomafia Francesco Cuccia.
Il suo impegno di militante del Partito Socialista Italiano aumenta e si estende in tutta la Sicilia. Famosi rimangono i suoi comizi a Portella della Ginestra, luogo storico di riunione dei contadini della zona, che sarà anni dopo teatro della terribile strage.
Dopo l'assassinio del cugino Mariano Barbato e di Bernardino Verro (sindaco della vicina Corleone), per le gravi minacce mafiose, fu costretto per ordine del Partito a trasferirsi a Milano.
Contrario alla scissione comunista del gennaio 1921, nel congresso di Livorno, al quale non partecipò personalmente, appoggiò la linea del vecchio socialista massimalista Costantino Lazzari, cui indirizzò una lettera.
Il 23 maggio 1923, dopo una lunga malattia, morì povero. L'orazione funebre fu fatta da Pietro Nenni, storico dirigente del Partito Socialista Italiano.
Il comune di Milano concesse alla moglie Alma Bonpensiero, in considerazione delle condizioni economiche lasciatale dal Barbato, un sussidio straordinario di lire 4.550 lorde.
La sua traslazione a Piana degli Albanesi è avvenuta nel 1966 per iniziativa del consiglio comunale, mentre era sindaco G. Di Modica, e i suoi resti riposano nella Cappella dei Martiri di Portella della Ginestra. In occasione del 160º anniversario della nascita, il sindaco prof. Vito Scalia ha autorizzato nel dicembre 2016 la collocazione di una targa di marmo alla memoria del dirigente socialista all'ingresso della sede del Comune di Piana degli Albanesi.